# Monument a la Llibertat
El Monument a la Llibertat és un memorial situat a Riga en honor dels soldats morts durant la Guerra d'independència de Letònia (1918-1920). És considerat un símbol a la llibertat, la independència i la sobirania de Letònia. Va ser inaugurat el 1935, fa 42 metres i està construït amb granit, travertí i coure. És un monument emblemàtic de la capital i sovint serveix com punt de referència en manifestacions i cerimònies oficials a Riga.
El monument va començar a planejar-se als anys 20, durant el govern del primer ministre Zigfrīds Anna Meierovics i després de diverses propostes es va aprovar el concepte de l'escultor Kārlis Zāle, amb el nom de "Brila com una estrella". Les escultures i els baixos relleus del monument, organitzats en tretze grups, representen la història i cultura de Letònia i estan coronats per una estàtua de 19 metres que representa la llibertat i que sosté tres estrelles daurades. Va ser finançat amb donacions privades
Durant el període d'ocupació soviètica el símbol es va intentar desvirtuar i fins i tot es va preveure la seva demolició però finalment es va conservar. Va esdevenir un emblema durant els anys 90 i un punt de trobada de manifestants que reclamaven la independència de Letònia.